# Élise Vigier
Pour les articles homonymes, voir Vigier.
Œuvres principales
- Harlem quartet
- M comme Méliès
- Richard Avedon - James Baldwin : entretiens imaginaires

Élise Vigier est une comédienne et metteuse en scène française.

## Biographie
Formée à l'école du Théâtre national de Bretagne, Élise Vigier crée en 1994 avec la première promotion de l'école, la Compagnie des Lucioles.
En tant que comédienne, elle joue dans des mises en scène de Marcial Di Fonzo Bo, Pierre Maillet, Bruno Geslin, Brigitte Seth, Roser Montlló Guberna…
Depuis 1999, elle met en scène en collaboration de nombreuses créations. Avec Frédérique Loliée, elle conçoit des spectacles autour de l’écriture de Leslie Kaplan : Déplace le ciel, Louise, elle est folle… Avec Marcial Di Fonzo Bo, elle explore l'univers du dessinateur Copi, de Rafael Spregelburd, de Martin Crimp.
Depuis 2015, elle est artiste associée à la direction de la Comédie de Caen, centre dramatique national, et, depuis 2016, artiste associée à la Maison des arts et de la culture de Créteil.
En 2017, elle crée Harlem Quartet, d’après le roman Just above my head de l’auteur américain James Baldwin puis les entretiens imaginaires Richard Avedon - James Baldwin,.

## Théâtre

### Comédienne
- 1994 : Cinna et La Mort de Pompée  de Corneille, mise en scène Marc François, Théâtre de la Cité internationale, tournée
- 1995 : Preparadise sorry now  de Rainer Werner Fassbinder, mise en scène Pierre Maillet
- 1995 : Comme ça de et mise en scène Laurent Javaloyes
- 1995 : Strangers than Kinderness d’après Temporairement épuisé de Hubert Colas, texte et mise en scène Clyde Chabot, Théâtre de la Cité internationale
- 1996 : Depuis maintenant de Leslie Kaplan, mise en scène Frédérique Loliée
- 1996 : Et ce fut…, mise en scène Marcial Di Fonzo Bo et Pierre Maillet
- 1998 : Le poids du monde,  Un journal d’après Peter Handke, mise en scène Laurent Javaloyes et Pierre Maillet
- 1999 : Copi, un portrait d'après Loretta Strong, Eva Peron, La Nuit de Madame Lucienne, Rio de la Plata de Copi, mise en scène Marcial Di Fonzo Bo, Pierre Maillet, Élise Vigier, théâtre national de Bretagne, tournée
- 1999 : La Maison des morts de Philippe Minyana, mise en scène Laurent Javaloyes et Pierre Maillet
- 2001 : Igor et Caetera de Laurent Javaloyes, mise en scène Pierre Maillet, Le Quartz (Brest)
- 2002 : Eva Peron de Copi, mise en scène Marcial Di Fonzo Bo
- 2003 : Les ordures, la ville et la mort de Rainer Werner Fassbinder mise en scène Pierre Maillet
- 2003 : Œdipe de Sophocle, Sénèque, prologue de Leslie Kaplan, mise en scène Marcial Di Fonzo Bo
- 2005 : Mes jambes, si vous saviez, quelle fumée… d’après l’œuvre de Pierre Molinier, mise en scène Bruno Geslin, Théâtre de la Bastille
- 2005 : Sang de Lars Norén, mise en scène Marcial Di Fonzo Bo
- 2006 : Duetto5 à partir de textes de Rodrigo Garcia et de textes de Leslie Kaplan (Toute ma vie j’ai été une femme), mise en scène Elise Vigier et Frédérique Loliée, Festival Temps de paroles (Valence), tournée
- 2006 : Les Poulets n’ont pas de chaises de Copi, mise en scène Elise Vigier et Marcial Di Fonzo Bo, Festival d'Avignon, théâtre de la Ville
- 2007 : La Chevauchée sur le lac de Constance de Peter Handke, mise en scène Pierre Maillet, Le Maillon (Strasbourg), tournée
- 2009 : La Paranoïa de Rafael Spregelburd, mise en scène Marcial Di Fonzo Bo et Élise Vigier, théâtre national de Chaillot, tournée
- 2011 : Louise, elle est folle de Leslie Kaplan, mise en scène Elise Vigier et Frédérique Loliée, Le CentQuatre, tournée
- 2011 : L’Entêtement de Rafael Spregelburd, mise en scène Marcial Di Fonzo Bo et Élise Vigier, Festival d'Avignon, tournée
- 2013 : Déplace le ciel de Leslie Kaplan, mise en scène Elise Vigier , Frédérique Loliée, Scène nationale de Cavaillon, tournée
- 2015 : Little Joe composé de New York 68 et Hollywood 72 de et mise en scène Pierre Maillet, Le CentQuatre
- 2019 : Family Machine d'après Gertrude Stein (Américains d'Amérique), mise en scène Roser Montlo Guberna et Brigitte Seth, Comédie de Caen, tournée
- 2020 : Le Royaume des animaux de Roland Schimmelpfennig, mise en scène Elise Vigier et Marcial Di Fonzo Bo, Comédie de Caen, tournée

### Mise en scène
- 1999 : Copi, un portrait d'après Loretta Strong, Eva Peron, La Nuit de Madame Lucienne, Rio de la Plata de Copi, co-mise en scène avec Marcial Di Fonzo Bo, Pierre Maillet, théâtre national de Bretagne, tournée
- 1999 : L’Inondation d’Evguéni Zamiatine, adaptation Leslie Kaplan
- 2006 : Duetto5 à partir de textes de Rodrigo Garcia et de textes de Leslie Kaplan (Toute ma vie j’ai été une femme), co-mise en scène avec Frédérique Loliée, Festival Temps de paroles (Valence), tournée
- 2006 : Les Poulets n’ont pas de chaises de Copi, co-mise en scène avec Marcial Di Fonzo Bo, Festival d'Avignon, théâtre de la Ville
- 2008 : La Estupidez (La Connerie) de Rafael Spregelburd, co-mise en scène avec  Marcial Di Fonzo Bo, Théâtre national de Chaillot, Théâtre national de Bretagne, Théâtre des Célestins
- 2009 : La Paranoïa de Rafael Spregelburd, co-mise en scène avec Marcial Di Fonzo Bo, théâtre national de Chaillot, tournée
- 2011 : Louise, elle est folle de Leslie Kaplan, co-mise en scène avec Frédérique Loliée, Le CentQuatre, tournée
- 2011 : L’Entêtement de Rafael Spregelburd, co-mise en scène avec Marcial Di Fonzo Bo, Festival d'Avignon, Maison des arts et de la culture de Créteil, tournée
- 2013 : Déplace le ciel de Leslie Kaplan, co-mise en scène avec Frédérique Loliée, Scène nationale de Cavaillon, tournée
- 2014 : Dans la république du bonheur de Martin Crimp, co-mise en scène avec Marcial Di Fonzo Bo, Théâtre national de Chaillot, tournée
- 2015 : Mathias et la Révolution de Leslie Kaplan, co-mise en scène avec Frédérique, Théâtre de l'Idéal (Tourcoing)
- 2016 : Vera de Petr Zelenka, co-mise en scène avec Marcial Di Fonzo Bo, Comédie de Caen, Théâtre de la Ville, tournée
- 2017 : Harlem Quartet[3], d’après Just above my head de James Baldwin, adaptation Élise Vigier, Maison des arts de Créteil, tournée (Théâtre des Quartiers d'Ivry[4], notamment)
- 2018 : Kafka dans les villes, adaptation Élise Vigier, Frédérique Loliée, co-mise en scène avec Frédérique Loliée, Gaëtan Levêque, Maison des arts de Créteil, tournée ; production Séquenza 9.3[7]
- 2019 : M comme Méliès d'Élise Vigier et de Marcial Di Fonzo Bo, co-mise en scène avec Marcial Di Fonzo Bo, Comédie de Caen/CDN de Normandie, tournée
- 2019 : Richard Avedon - James Baldwin : entretiens imaginaires de Kevin Keiss et Élise Vigier, Comédie de Caen, tournée
- 2020 : Le Royaume des animaux de Roland Schimmelpfennig, co-mise en scène avec Marcial Di Fonzo Bo, Comédie de Caen, tournée
- 2020 : Le Monde et son contraire de Leslie Kaplan, création aux Plateaux Sauvages - Paris
- 2022 : Anaïs Nin au miroir d’Agnès Desarthe, Festival d'Avignon[8]
- 2024 : Nageuse de l’extrême – Portrait d’une jeune femme givrée d'Élise Vigier, Théâtre Ouvert

## Cinéma (écriture, réalisation)
- 2004 : La Mort d'une voiture[9], moyen métrage écrit, co-réalisé avec Bruno Geslin et produit par Ostinato production (sélection aux festivals de Brest, Travelling Rennes, Paris tout court, Aix en Provence). Prix du jury à Lunel et Prix de qualité du CNC.
- 2011 : Les Femmes, la ville, la folie. Paris, documentaire réalisé dans le cadre d’un projet européen mené de 2010 à 2012 (écriture)
- 2017 : Let's Go[10], série web ; réalisation Lucia Sanchez (diffusion sur France 3 Normandie)

## Distinction
- Molières 2019 : Molière du spectacle jeune public pour M comme Méliès[11],[12]